# Dobrota
Dobrota es una localidad de Montenegro. Es la localidad más poblada del municipio de Kotor, en el suroeste del país.
En 2011 tenía una población de 8189 habitantes, de los cuales 1768 eran étnicamente montenegrinos y 5920 serbios.
Se ubica en la costa de las bocas de Kotor que comprende la periferia septentrional de Kotor. Tiene forma lineal en torno a la carretera costera que lleva a Herceg Novi y está separada de la capital municipal por un arroyo llamado Škurda.
Alberga varias iglesias históricas, entre ellas una del siglo XII, y en la localidad se ubica el único hospital psiquiátrico del país.

## Demografía
La localidad ha tenido la siguiente evolución demográfica:
| Gráfica de evolución demográfica de Dobrota entre 1948 y 2003 |
|                                                               |